# Pethő Ágnes
Pethő Ágnes (Csíkszereda, 1962. február 6. –) filmszakember, filmesztéta, egyetemi tanár, Tánczos Vilmos néprajzkutató felesége.

## Életpályája
A középiskolát szülővárosában végezte 1977–1981 között. 1985-ben magyar-angol szakos diplomát szerzett a kolozsvári Babeș–Bolyai Tudományegyetemen. 1999-ben ugyanott doktori fokozatot szerzett. A doktori dolgozatának címe
Filmstílus – irodalmi stílus. A multimediális szöveg elemzése: intermedialitás és önreflexió a filmben. Szakirányítója Szabó Zoltán volt.
1988–1994 között középiskolai tanár a csíkszeredai Zene- és Képzőművészeti Líceumban. 1994–2009 között a Babeș–Bolyai Tudományegyetem magyar nyelvészeti tanszékén dolgozott. Azóta a Sapientia Erdélyi Magyar Tudományegyetemen tanszékvezető docens, majd habilitált tanár a Fotóművészet, Filmművészet, Média Tanszéken, ahol már 2004-től társult oktató volt.
Meghívott előadó volt az Eötvös Loránd Tudományegyetemen, a Vrije Universiteit-en (Hollandia) és a Pécsi Tudományegyetemen.

## Munkássága
Kutatási területei: intermedialitás és önreflexivitás a filmművészetben, kép és szöveg
viszonyok elmélete, a film és a többi művészetek kapcsolata, a modern és a posztmodern film
poétikája.
Oktatott tantárgyai:
- Filmelmélet és filmelemzés
- Filmtörténet (A modern film, A francia új hullám)

Tudományos társaságbeli tagságai:
- NECS (European Network for Cinema and Media Studies)
- NORSIS (Nordic Society for Interart Studies) 2007-től
- Nemzetközi Szemiotikai Társaság tagja (IASS-AIS, 1996-2000)
- Nemzetközi Magyarságtudományi Társaság, 1996–tól

Szerkesztőbizottsági tagságai:
- Acta Universitatis Sapientiae, szerkesztőbizottsági tag (main editorial board, member)
- Film and Media Studies, felelős szerkesztő (executive editor)
- Az Lk.k.t szerkesztőbizottsági tagja (a BBTE Magyar Nyelv- és Irodalom Tanszékén működő Láthatatlan Kollégium folyóirata) 2000–2002 között
- A Filmtett szerkesztőbizottsági tagja (2007-ig, amikor a lap áttért az elektronikus formátumra)

Kötetei:
- Képátvitelek. Tanulmányok az intermedialitás tárgyköréből; szerk. Pethő Ágnes; Scientia, Kolozsvár, 2002 (Sapientia könyvek)
- Köztes képek. A filmelbeszélés színterei; szerk. Pethő Ágnes; Scientia, Kolozsvár, 2003 (Sapientia könyvek)
- Múzsák tükre. Az intermedialitás és az önreflexió poétikája a filmben; Pro-Print, Csíkszereda, 2003 ISBN 973-8468-06-X (330 old.)
- Film, kép, nyelv; szerk. Pethő Ágnes; Scientia, Kolozsvár, 2007 (Sapientia könyvek)
- Cinema and intermediality. The passion for the in-between; Cambridge Scholars Publ., Newcastle upon Tyne, 2011 ISBN (10):1-4438-2879-3, ISBN (13): 978-1-4438-2879-6 (432 old.)
- Film in the post-media age; szerk. Pethő Ágnes; Cambridge Scholars Publ., Newcastle upon Tyne, 2012
- Reflexivitás a filmben / Reflexivity in Film, Kolozsvár, Ábel Kiadó, 2013.
- The cinema of sensations; szerk. Pethő Ágnes; Cambridge Scholars Publ., Newcastle upon Tyne, 2015